# Mark Tushnet
Mark Victor Tushnet (nascido em 18 de novembro de 1945) é um jurista americano. Ele é especialista em direito e teoria constitucional, incluindo direito constitucional comparado, e atualmente é professor de direito na Harvard Law School. Tushnet é identificado com o movimento de Estudo crítico do direito.